# Yəhərçi Qazaxlar
Yəhərçi Qazaxlar è un comune dell'Azerbaigian situato nel distretto di Goranboy. Conta una popolazione di 694 abitanti.